# Независимое государство Хорватия

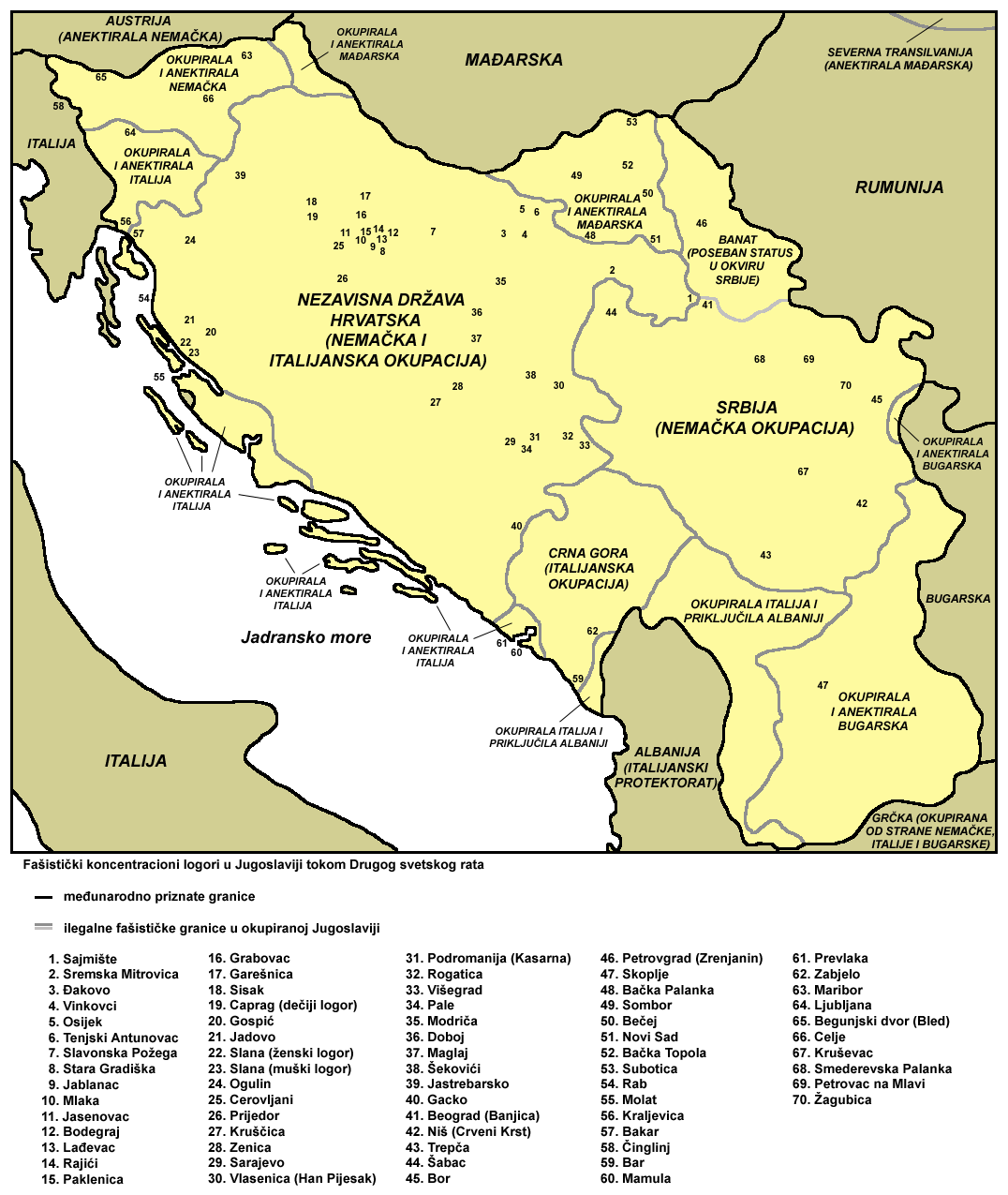
Концентрационные лагеря, находившиеся на территории Независимого государства Хорватия

Независимое государство Хорватия (хорв. Nezavisna Država Hrvatska) — марионеточное коллаборационистское государство времен Второй мировой войны — сателлит нацистской Германии и Фашистской Италии (до 1943 года), провозглашённое усташами 10 апреля 1941 года при военной и политической поддержке стран «оси» и их союзников на части оккупированной территории Югославии. В 1941 году его населяли 6,64 млн человек и оно занимало площадь 102,7 тыс. км². 
На протяжении всего своего существования Независимое государство Хорватия управлялось как однопартийное государство организацией фашистов усташей. Режим преследовал сербов, евреев и цыган в рамках крупномасштабной кампании геноцида, а также антифашистски настроенных или инакомыслящих хорватов и боснийских мусульман. По словам Стэнли Г. Пейна, «преступления в Независимом государстве Хорватия по масштабам уступали только преступлениям Нацистской Германии, красных кхмеров в Камбодже и некоторых крайне геноцидных африканских режимов».  На территории, контролируемой Независимым государством Хорватия, в период с 1941 по 1945 год существовало 22 концентрационных лагеря. Самым крупным из них был Ясеновац, в котором (по разным оценкам) было убито от 83 000 до более 100 000 человек. В двух лагерях, Ястребарско и Сисак, были только дети.

## История
В состав нового государства вошла часть современной Хорватии без Истрии и большей части Далмации, а также вся современная Босния и Герцеговина, некоторые районы Словении и Срем. Вся Истрия и большая часть Далмации (с городами Шибеник и Сплит) по Римским соглашениям (заключены правительствами Италии и НГХ 18 мая 1941 года) были включены в состав Королевства Италия. НГХ граничило на западе и юго-востоке с Италией, на севере — с Германией и Королевством Венгрией, на востоке с Сербией (Правительство национального спасения) и Черногорией, которая являлась итальянским протекторатом.
После капитуляции Италии немецкое правительство объявило Римские соглашения недействительными и присоединило Далмацию к Хорватии. Однако Истрия, а также далматинский город Задар, в межвоенный период являвшийся итальянским анклавом, были оккупированы Германией и не входили в НГХ.
В стране развернулся террор, направленный главным образом против православных сербов, а также евреев и цыган. В результате массовых уничтожений (на территории НГХ существовали концлагеря) во время Второй мировой войны на территории НГХ погибло, по разным оценкам, от 330 000 до 1,2 млн сербов. В книге Бранимира Станоевича «Усташский министр смерти» говорится, что в НГХ в 1941—1945 годах погибло 800 тысяч человек.
Попытка физического уничтожения сербов вылилась в вооружённое сопротивление. В результате правительство НГХ фактически никогда не контролировало значительную часть собственной территории; весь период его существования в стране шла гражданская война с партизанскими формированиями коммунистов и четников с одной стороны, и формированиями НГХ и немецко-итальянскими войсками — с другой.
В конце 1944 года под контролем НГХ и немецких войск находился только ряд крупных городов, а также наиболее важные автомобильные дороги и небольшие участки территории вдоль них.
Хорватские войска принимали участие в боевых действиях на Восточном фронте на стороне нацистской Германии. В 1943 г. из пленённых под Сталинградом хорватов были сформированы просоветские части.
В июле-августе 1944 г. возник заговор Лорковича-Вокича, в ходе которого ряд высших сановников предприняли попытку сформировать коалиционное правительство во главе с Августом Кошутичем, заместителем лидера популярной до войны Крестьянской партии В. Мачека, которое бы разорвало союз с Германией и вышло из войны. Ещё до начала активных действий со стороны заговорщиков все они были арестованы, а в мае 1945 г. часть их была казнена (Кошутич бежал).
6 мая 1945 года, когда германская армия почти полностью отступила с Балкан, хорватское правительство покинуло Загреб. В этом же месяце Народно-освободительная армия Югославии под командованием Иосипа Броз Тито полностью установила контроль над территорией НГХ.

## Государственное устройство
Фактически государство всю его историю возглавлял «поглавник» (вождь) партии усташей Анте Павелич. Первые два года существования НГХ формальным главой государства считался король, которым в 1941 г. был провозглашён двоюродный брат итальянского короля Виктора Эммануила III Аймоне, герцог Сполето, принявший имя Томислав II в честь первого короля Хорватии. Монарх ни разу так и не побывал в своих «владениях». В октябре 1943 года, после перехода королевской семьи Италии на сторону союзников и капитуляции Италии, он отрёкся от престола, после чего до конца существования НГХ престол Хорватии остался незанятым, а Павелич официально принял полномочия главы государства. В связи с этим был создан пост премьер-министра, который до конца существования государства занимал престарелый юрист Никола Мандич (до этого главой правительства считался «поглавник»).
Представительным органом являлся Хорватский Государственный Сабор (Hrvatski državni sabor). Высшая судебная инстанция — Верховный Суд (vrhovni sud), суд апелляционной инстанции — банский трибунал (banski stol), суд первой инстании — жупанские трибуналы (župske sudbene stolove), низшее звено судебной системы — окружной суд (kotarska suda).
НГХ было частью оккупационной системы, установленной в Югославии. Однако оно обладало реальными атрибутами государства и некоторой самостоятельностью в проведении внутренней политики. Широкие слои хорватского населения видели в нём реализацию национальной государственности. По мнению российского историка Леонида Гибианского, НГХ поддерживало большинство хорватского населения и часть боснийских мусульман. Власть усташей представляла собой радикально-националистический режим с сильными тоталитарными чертами. Усташи и их идеология в новом государстве заняли абсолютно монопольное положение. Все политические партии и общественные движения были запрещены. В качестве замены была создана система официальных общественных организаций, в том числе молодёжных, женских и т. д., которые либо были частью усташского движения, либо полностью им контролировались. Только члены движения могли занимать важные государственные должности.
Уже в первые дни своего существования НГХ начало геноцид сербов, евреев и цыган.

## Вооружённые силы
Формирование Хорватского домобранства (Хорватских сил самообороны) началось в апреле 1941 года вместе с созданием государства. Хорватская армия принимала участие в основном в борьбе с югославскими партизанами. К маю 1945 года общая численность хорватской армии достигла 200 000 человек. С наступлением сил НОАЮ в мае 1945 года большая часть хорватской армии отступила в Австрию, где попыталась сдаться в плен союзникам, однако те отказались принять их в плен и выдали партизанам. Несколько десятков тысяч хорватских коллаборационистов погибли в ходе Бляйбургской бойни, значительная часть бывших членов хорватских вооружённых формирований была репатриирована в Югославию, где предана суду. Отдельные части продолжали сопротивление вплоть до середины мая 1945.
Из хорватских добровольцев было организовано три немецких дивизии вермахта (369-я, 373-я, 392-я), 13-я горная дивизия СС «Ханджар», 369-й пехотный полк (Хорватский легион), хорватский воздушный и морской легионы. Три последних участвовали в войне на восточном фронте. Также некоторое количество хорватов входило в другие соединения германских и итальянских вооружённых сил[страница?].
С июля 1941 года существовал и так называемый «Итало-хорватский легион» (он же «Лёгкая моторизованная бригада»), созданная по инициативе Муссолини. Командовал ею полковник Эгон Зитник. Её численность составляла 1 215 человек (45 офицеров, 70 унтер-офицеров, 1 100 рядовых). Осенью 1941 года бригада привлекалась к борьбе с партизанами, а в марте 1942 года убыла на советско-германский фронт, где вошла в состав 3-й кавалерийской дивизии «Принца Амедео, герцог д’Аоста» 8-й итальянской армии. 7 мая бригада впервые вступила в бой и участвовала в летнем немецком наступлении. В начале сентября бригаду перебросили под Сталинград, где её потери стали стремительно расти, а в ходе советского контрнаступления с 19 по 25 декабря она оказалась в окружении и практически полностью погибла. Официально расформирована в марте 1943 года.
На протяжении почти всей войны на советско-германском фронте действовали хорватские воинские части которые понесли большие потери — свыше 5 000 убитых и не менее 1 000 пленных.

## Законы НГХ
Если власти НГХ хотели создания государства, состоящего в первую очередь из хорватов, а потом уже из католиков, то Католическая церковь Хорватии на первое место ставила как раз окатоличивание. Две идеи слились в одну — католики были провозглашены хорватами. Существует также и документ, вышедший из недр МВД НГХ, по которому все православные сербы, принявшие католичество, считались хорватами.
В апреле 1941 года был наложен запрет на использование кириллицы в частной и общественной жизни.
По указу «О хорватской национальности» право на гражданство имели лишь лица арийского происхождения — сербы и, естественно, евреи с цыганами, таковыми признаны не были.
В апреле 1941 года также было выдано распоряжение о том, что сербы обязаны носить на одежде выделяющийся опознавательный знак — синюю повязку с буквой «П», что означало «православный». Однако Татьяна Пушкадия-Рыбкина (бывший сотрудник Национального архива Хорватии) утверждает, что ни в архивных документах, ни в официальной печати соответствующих распоряжений найдено не было, что однако не означает, что такого не было на местах. По воспоминаниям её знакомого, такие повязки носили в городе Вировитица (на востоке современной Хорватии), однако спустя некоторое время их ношение было отменено.
По антисемитским нормам, установленным для евреев Загреба, евреям было строго запрещено покидать Загреб, они имели право делать покупки только в еврейских магазинах (на всех еврейских магазинах должна была быть установлена специальная вывеска), всем евреям было запрещено гулять в запрещённых для евреев зонах города.
Однако люди, являющиеся наполовину евреями, могли быть признаны арийцами при определённых условиях, например, жена поглавника Мара Павелич (её мать была еврейской крови) была признана арийкой, так как она была католичкой и вышла замуж за арийца. Еврею можно было даже стать неевреем при прохождении определённых формальных процедур. Существовали также евреи, получившие статус так называемых «почётных арийцев» — они не могли стать полноправными арийцами, однако им временно выделялись арийские права.
2 июня 1941 года вышло распоряжение о ликвидации всех сербских православных народных школ и детских садов в НГХ.

## Политика геноцида
Историк Ирина Огнянова заявила, что сходство между Независимым государством Хорватия и Третьим рейхом заключалось в том, что террор и геноцид были необходимы для сохранения государства. Майкл Фейер объяснил, что геноцид в Хорватии начался до того, как нацисты решили уничтожать европейских евреев, а Джонатан Стейнберг заявил, что преступления против сербов в НГХ были «самой ранней попыткой тотального геноцида во время Второй мировой войны». В первый день своего прибытия в Загреб Анте Павелич провозгласил закон, который оставался в силе на протяжении всего периода существования НГХ. Закон, принятый 17 апреля 1941 года, гласил, что все люди, которые оскорбляли или пытались оскорбить хорватскую нацию, виновны в государственной измене — преступлении, караемом смертной казнью. Днём позже, 18 апреля, был опубликован первый хорватский антисемитский расовый закон. Этот закон не вызвал паники среди еврейского населения, потому что они считали, что это просто продолжение антисемитских законов Королевства Югославия, которые были провозглашены в 1939 году. Однако ситуация быстро изменилась 30 апреля, когда была опубликована «Арийская раса». Важной частью расового законодательства были законы о переходе в другую религию, последствия которых не были понятны большинству населения, когда они были опубликованы 3 мая 1941 года. Последствия стали ясны после июльской речи министра образования Миле Будака, в которой он заявил: «Мы убьём треть всех сербов. Другую треть мы депортируем, а остальных заставим перейти в католицизм». Расовые законы действовали до 3 мая 1945 года.
Правительство Независимого государства Хорватия сотрудничало с Нацистской Германией во время Холокоста и осуществляло собственную версию геноцида в отношении этнических сербов, проживавших в пределах его границ. Государственная политика в отношении сербов впервые была провозглашена 2 мая 1941 года словами Милована Жанича, министра Законодательного комитета НГХ: «Эта страна может быть только хорватской страной, и нет такого метода, который мы бы не использовали, чтобы сделать её по-настоящему хорватской и очистить от сербов, которые на протяжении веков подвергали нас опасности и будут подвергать нас опасности снова, если им представится такая возможность». По разным оценкам, 320 000-340 000 сербов, 30 000 хорватских евреев и 30 000 цыган были убиты во время существования НГХ, в том числе от 77 000 до 99 000 сербов, боснийцев, хорватов, евреев и цыган, убитых в концентрационном лагере Ясеновац в то время как примерно 300 000 сербов были изгнаны из НГХ.
Хотя основной целью усташей были преследования сербов, они также участвовали в уничтожении еврейского и цыганского населения. НГХ отклонилось от нацистской антисемитской политики, пообещав некоторым евреям почетное арийское гражданство, если они будут готовы поступить на службу и сражаться за НГХ. Хорватский историк Иво Гольдштейн подсчитал, что в НГХ также было убито 135 000 хорватов, в основном как фактические или предполагаемые коллаборационисты (убитые партизанами), 19 000 погибли в тюрьмах или лагерях как противники режима усташей и 45 000 погибли как партизаны.
Сербы в Независимом государстве Хорватия понесли одни из самых высоких потерь в Европе во время Второй мировой войны. Политолог Рудольф Раммель в своей книге о «демоциде» назвал Независимое государство Хорватия одним из самых смертоносных режимов XX века. Однако историк Томислав Дулич в критическом анализе оценок Руммеля для Югославии заявил, что они противоречат югославским демографическим исследованиям и являются слишком завышенными. Историк Стэнли Г. Пейн утверждал, что прямые и косвенные казни, совершённые режимом Независимого государства Хорватия, были «чрезвычайным массовым преступлением», которое по своим масштабам превосходило любое другое европейское государство, кроме Третьего рейха. Он добавил, что преступления в НГХ пропорционально превзошли только преступления красных кхмеров в Камбодже и нескольких крайне геноцидных африканских режимов.

## Международно-правовое признание и дипломатические отношения
Независимое государство Хорватия было полностью признано державами Оси и странами, находившимися под их оккупацией, а также Испанией. К 20 октября 1941 года Независимое государство Хорватия получило дипломатическое признание от следующих государств: Германия, Италия, Болгария, Дания, Финляндия, Япония, Маньчжоу-Го, Румыния, Словакия, Испания, Венгрия. Несмотря на опасения югославского правительства в изгнании, что Советский Союз установит дипломатические отношения с НГХ после разрыва дипломатических отношений с Югославией, полного признания Независимого Государства Хорватия со стороны Советского Союза так и не последовало. 